# Vstajenje (Piero della Francesca)
Vstajenje je freska italijanskega renesančnega mojstra Piera della Francesca, naslikana v 1460-ih v palači Palazzo della Residenza v mestu Sansepolcro v Toskani v Italiji.
Pieru je bilo naročeno, da naslika fresko za Residenzo, komunalno sejno dvorano, ki so jo uporabljali izključno Conservatori, glavni magistri in guvernerji, ki so pred začetkom svojih svetov molili pred podobo. »Posvetni in duhovni pomen slike sta se vedno tesno prepletala.«  Postavljena visoko na notranjo steno, obrnjena proti vhodu, ima freska za predmet aluzijo na ime mesta (kar pomeni »Sveti grob«), ki izhaja iz prisotnosti dveh relikvij Svetega groba, ki sta jih v 9. stoletju prinesla dva romarja. Pierov Kristus je prisoten tudi na mestnem grbu.

## Kompozicija
Jezus je v središču kompozicije, upodobljen v trenutku njegovega vstajenja, kot nakazuje položaj noge na parapetu njegovega groba, ki ga Piero predstavlja kot klasični sarkofag. Njegova stroga, nepristranska figura, upodobljena v ikonični in abstraktni fiksnosti (in jo je Aldous Huxley opisal kot 'atletsko'), se dviga nad štirimi spečimi vojaki, kar predstavlja razliko med človeško in božansko sfero (ali smrt, premagana s Kristusovo svetlobo ). Njegova figura v dvorani sveta komune »tako ščiti sodnika kot očisti sodnika« po Marilyn Aronberg Lavinu. 
Pokrajina, potopljena v svitanje zore, ima tudi simbolno vrednost: kontrast med cvetočimi mladimi drevesi na desni in golimi zrelimi drevesi na levi namiguje na obnovo moških skozi vstajenjsko svetlobo.
Andrew Graham-Dixon ugotavlja, da je Kristusovo telo, razen rane, tako popolnoma izklesano in brez napak kot pri antičnem kipu. A tudi pri njem obstajajo dotiki močne človečnosti: neidealiziran, skoraj grob obraz in tiste tri gube kože, kise mu nagubajo na trebuhu, ko dvigne levo nogo. Piero poudarja svojo dvojno naravo kot človeka in boga. 
Stražnik, ki drži koplje, je upodobljen sede v anatomsko nemogoči pozi in se zdi, da nima nog. Piero jih je verjetno izpustil, da ne bi porušil ravnotežja kompozicije.
Po izročilu in v primerjavi z lesorezom, ki prikazuje Vasarijevo Življenje slikarjev, je speči vojak v rjavem oklepu na Kristusovi desni Pierov avtoportret. Stik med vojakovo glavo in drogom prapora , ki ga nosi Kristus, naj bi predstavljal njegov stik z božanskostjo.
Sestava je nenavadna, saj vsebuje dve točki izginjanja. Ena je v središču sarkofaga, ker se obrazi stražnikov vidijo od spodaj, druga pa v Jezusovem obrazu. Vrh sarkofaga tvori mejo med dvema stališčema, strmina hribov pa preprečuje, da bi bil prehod med obema stališčema preveč moteč. .

## Skoraj uničena
Sansepolcru je bilo prihranjeno veliko škode med 2. svetovno vojno, ko je britanski topniški častnik Tony Clarke nasprotoval ukazom in se zadrževal pred uporabo orožja svojih čet za obstreljevanje mesta. Čeprav Clarke nikoli ni videl freske, njegov dnevnik beleži njegov šok ob uničenju v Monte Cassinu in se očitno spomnil, kje je prebral o Sansepolcru, ko je svojim ljudem ukazal, naj streljajo, ravno ko se je začelo metodično obstreljevanje. Clarke je prebral Huxleyev esej iz leta 1925, ki opisuje Vstajenje, v katerem piše: »Tam stoji pred nami v celotnem in dejanskem sijaju, največja slika na svetu.« Kasneje je bilo ugotovljeno, da so se Nemci že umaknili s tega območja - bombardiranje ni bilo potrebno, čeprav Clarke tega ni vedel, ko je naročil, da se obstreljevanje ustavi. Mesto je skupaj s svojo slavno sliko preživelo. Ko so se dogodki v epizodi sčasoma razjasnili, so Clarka pohvalili kot lokalnega junaka in še danes ulica v Sansepolcro nosi njegovo ime.